# Callinus
Callinus of Kallinus (Oudgrieks: Κάλλινος) was een oud-Griekse dichter uit Efeze in de 7e eeuw v.Chr..
Buiten de naam en één klein fragment van zijn hand is er weinig bekend over deze dichter. Het fragment bevat een aansporing tot zijn — in zijn ogen — laffe stadsgenoten om de wapens tegen de vijand op te nemen en de schande van de onderwerping af te weren.